# Uncover (EP)
Uncover är en EP av svenska sångerskan Zara Larsson. Den släpptes internationellt den 16 januari 2015 av TEN Music Group och Epic Records. Den innehåller sex låtar hämtade från hennes debutstudioalbum 1.

## Låtlista
| Nr           | Titel                          | Producer(s)                 | Längd |
| ------------ | ------------------------------ | --------------------------- | ----- |
| 1.           | Wanna Be Your Baby             | Kelly Norman Robert Habolin | 3:04  |
| 2.           | Never Gonna Die                | Tysper                      | 3:40  |
| 3.           | Uncover                        | Habolin                     | 3:33  |
| 4.           | Carry You Home                 | Loelv                       | 4:14  |
| 5.           | She's Not Me (Pt. 1 och Pt. 2) | Mack Naiv                   | 5:32  |
| 6.           | Rooftop                        | Billboard Mack Ruth         | 3:59  |
| Total längd: | Total längd:                   | Total längd:                | 23:22 |